# Pseudarctos
Pseudarctos es un género extinto de mamífero carnívoro perteneciente a la familia Amphicyonidae, a su vez incluido en el suborden Caniformia, el cual habitó en Eurasia en la época del Mioceno medio, hace entre 16,9-11,1 millones de años (Ma).
Pseudarctos fue nombrado en 1899 por Schlosser y fue asignado a Amphicyonidae por Carroll (1988). Era del tamaño de un zorro grande.

## Distribución de fósiles
Pseudarctos se ha descubierto en Gur Tung en China, Sandberg, Eslovaquia y Malartic, a la ferme Larrieu, en Francia.